# Carl Theodor Ward

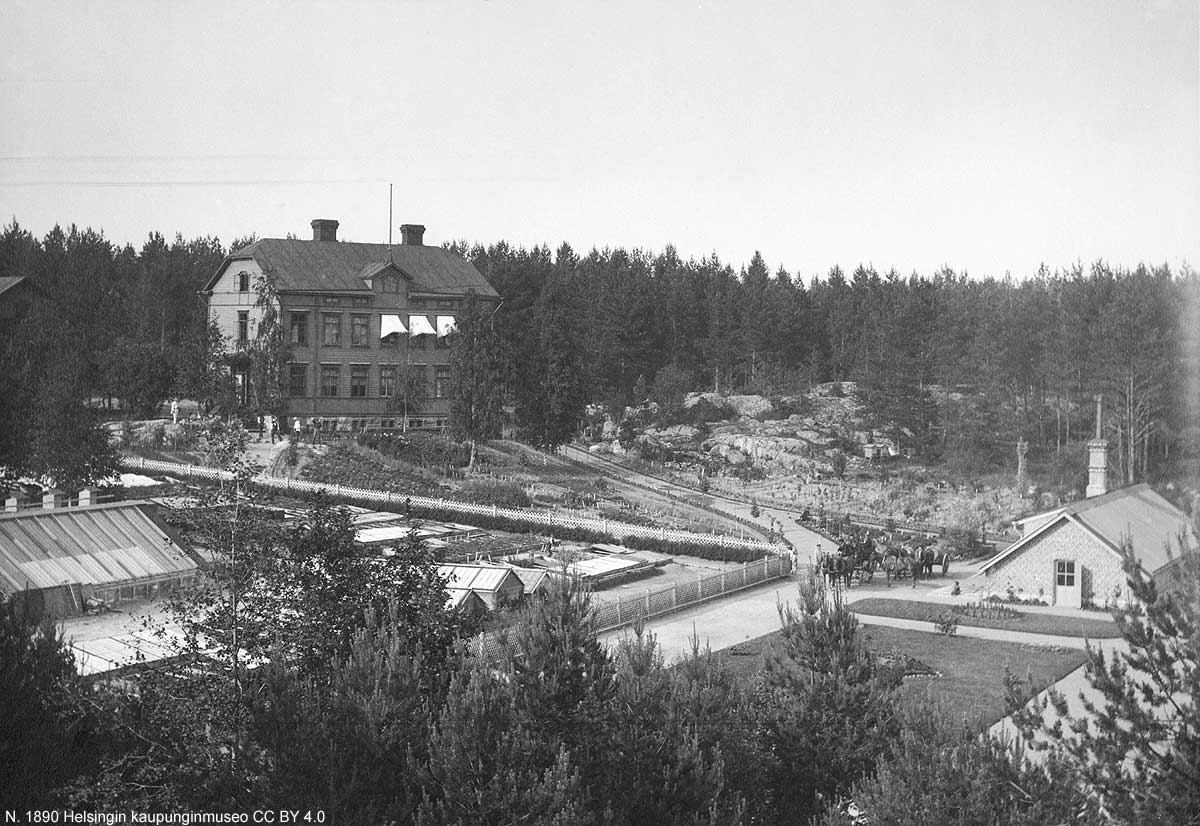
Finska Trädgårdsföreningens trädgårdsskola i Helsingfors, 1890

Carl Theodor Ward, född 13 augusti 1867 i Västermo i Sverige, död 10 april 1951 i Helsingfors, var en svensk-finländsk trädgårdsmästare. Han var äldre bror till trädgårdsmästaren i Helsingfors Dan Ward (1883–1977).
Carl Theodor Ward blev vid 15 års ålder praktikant i Bagatorp utanför Stockholm och genomgick efter sex år en tvåårig trädgårdsmästarutbildning på Rosendals trädgård på Djurgården i Stockholm. År 1891 praktiserade han utanför Hamburg i Tyskland. Året därpå var han handledare under ett års tid på en handelsträdgård Stockholm och därefter rektor för Rosendals trädgårdsskola. 
Han flyttade till Finland 1896 och var rektor för Finska Trädgårdsföreningens trädgårdsskola i Helsingfors fram till 1907. Efter att Finska Trädgårdsföreningen lagt ned skolan 1907, etablerade Ward en handelsträdgård och köpte 1,72 hektar mark av Mårten Gabriel Stenius vid Gamla Chausséen i Södra Haga, som fick namnet Carlsro handelsträdgård. Han byggde till en början tre 40 meter långa växthus, där han odlade gurka och blommor. Trädgården utvidgades sedan med nya växthus och hade så småningom 30 växthus med en sammanlagd yta på 7 300 kvadratmeter. 
År 1932 var Carl Theodor Wards handelsträdgård den största i Finland och han hade också två egna blomsteraffärer, den ena på Västra Kajen 14 och den andra Södra Esplanaden 20 i Helsingfors. Han odlade många sorters rosor och amerikanska kryddnejlikor och var den första som sålde julstjärnor i Finland. Han bedrev också utbildning i sin handelsträdgård. Verksamheten omvandlades till ett aktiebolag 1938.
Carl Theodor Ward var gift med Josephine Jacobsson (1867-1947). Efter Wards död drevs rörelsen av hans barn till 1958, då den såldes. Carl Theodor Ward var far till bland andra ingenjören och militären Edvard Ward.